# Vertragsverletzung
Der Begriff der Vertragsverletzung bezeichnet den Fall, dass eine Vertragspartei anders handelt als es ihr durch den Vertrag vorgeschrieben ist.

## Rechtsfamilien

### Deutscher Rechtskreis
Das deutsche Bürgerliche Gesetzbuch (BGB) in der Fassung von 1900 kannte noch keinen einheitlichen Anspruch wegen Vertragsverletzung. Vielmehr wurden drei Typen unterschieden: Unmöglichkeit, Verzug und mangelhafte Leistung, zu denen alsbald das gesetzlich nicht normierte aber gewohnheitsrechtlich anerkannte Rechtsinstitut der positive Forderungsverletzung hinzutrat. In Schuldrechtsreform von 2001 versuchte man, diese Typen auf den einheitlichen Tatbestand der Pflichtverletzung (mit Haftung auf das positive Interesse nach § 280 Abs. 1 BGB bzw. § 311a Abs. 2 BGB) zurückzuführen.
Die Wirkung der Unmöglichkeit war nach § 306 BGB a.F. die Nichtigkeit des Vertrages mit der Folge der verschuldensabhängigen Haftung auf das negative Interesse nach § 307 BGB a.F. Die Nichtigkeit des Vertrages mit unmöglicher Leistung ist bis heute geltendes Recht in Österreich und der Schweiz (vgl. Art. 20 OR und § 878 ABGB). Dies geht auf die Lehre Mommsens und Windscheids zurück: Wenn die Leistung bereits bei Vertragsschluss für jedermann unmöglich sei, so sei nach der römischen Lehre impossibilium nulla obligatio ein Vertrag immer nichtig. Die Rechtsprechung tendierte – da die Norm schon bald allgemein als rechtspolitisch verfehlt erkannt war –  schon früh zu enger Auslegung des § 306 BGB a.F.: War das Risiko der Möglichkeit gerade einer Partei nach dem Vertrag auferlegt, ging sie von einer Garantieübernahme aus und kam so zu einem wirksamen Vertrag. Feinsinnig trennte das BGB von der anfänglichen Unmöglichkeit das anfängliche Unvermögen, bei dem die Leistung nicht jedermann, sondern nur dem Schuldner unmöglich war: Hierbei galt nach Rechtsprechung und herrschender Lehre eine verschuldensunabhängige Haftung aus einer übernommenen Garantie. Die Schuldrechtsreform führte diese Spreizung auf einen einheitlichen Tatbestand der anfänglichen Unmöglichkeit mit verschuldensabhängiger Haftung auf das positive Interesse zurück.

### Romanischer Rechtskreis
Vorbild für die Regelung der Vertragsverletzung in den Rechtsordnungen des romanischen Rechtskreises ist Art. 1184 Code civil (vgl. auch Articolo 1453 Codice civile). Eine Aufspaltung der möglichen Vertragsverletzungen ist hier unbekannt, vielmehr besteht nur der einheitliche Tatbestand der Nichterfüllung des Vertrages:

« La condition résolutoire est toujours sous-entendue dans les contrats synallagmatiques, pour le cas où l'une des deux parties ne satisfera point à son engagement.

Dans ce cas, le contrat n'est point résolu de plein droit. […]
La résolution doit être demandée en justice […]. »

„Die auflösende Bedingung wird bey allen zweyseitigen Verträgen für den Fall, wo einer von beyden Theilen seinem Versprechen kein Genüge leistete, stillschweigend vorausgesetzt.

Der Vertrag ist jedoch, in diesem Falle, nicht kraft des Gesetzes aufgelöst. […]
Die Aufhebung muss vor Gericht nachgesucht […] werden.“

Konstruktiv ist also jedoch Vertrag an die Bedingung geknüpft, dass beide Seiten ihre Verpflichtung erfüllen. Tritt diese Bedingung nicht ein, hat die Gegenseite die Wahl, Erfüllung zu verlangen oder Vertragsauflösung zu verlangen. Beides geschieht durch Erhebung der Klage. Es steht jedoch im Ermessen des Richters, ob die Vertragsverletzung zur unmittelbarer Aufhebung des Vertrages führt; hierbei berücksichtigt er insbesondere das Verschulden und die Schwere des Vertragsverstoßes:

« Ce qui importe c'est que le contrat n'assure plus l'utilité économique qu'il poursuivait. »

„Es kommt darauf an, ob der Vertrag nicht mehr den bezweckten wirtschaftlichen Nutzen sicherzustellen vermag.“

### Common law
Das Common law kennt nur einen einheitlichen Tatbestand der Vertragsverletzung. Hierfür haftet der Schuldner wegen breach of contract grundsätzlich verschuldensunabhängig, da der Vertrag als Garantieversprechen aufgefasst wird:

“It is axiomatic that, in relation to claims for damages for breach of contract, it is, in general, immaterial why the defendant failed to fulfill his obligation, and certainly no defence to plead that he had done his best.”

Die Folge dieser Konstruktion ist eine dreifache: 1. Die Unterscheidung danach, ob der Schuldner gar nicht, zu spät oder anders leistet, spielt keine Rolle. 2. Der Schuldner kann sich nicht darauf berufen, dass ihm oder seinen Hilfspersonen kein Vorwurf gemacht werden kann und 3. ein besonderes Mängelgewährleistungsrecht ist im common law überflüssig, da es sich auch hier nur um Haftung aus breach of contract handelt. Freilich kann auch das common law nicht umhin, mögliche Leistungshindernisse des Schuldners zu berücksichtigen: Dies tut es jedoch nicht im Rahmen einer Prüfung des Verschuldens, sondern der Frage, inwieweit nach dem Sinn des Vertrages überhaupt eine Garantie übernommen wurde.
Im Gegenzug besteht grundsätzlich kein Anspruch auf Erfüllung in natura, sondern – entsprechend der historischen Entwicklung aus der trespass-Klage – nur auf Schadensersatz in Geld.